# 森内壽春
森内 壽春（もりうち としはる、1985年1月2日 - ）は、青森県青森市出身の元プロ野球選手（投手）。右投右打。

## 経歴

### プロ入り前
油川小学校で2年生の時にリトルリーグで野球を始めている。油川中学ではシニアリーグに所属して内野手と投手を兼任していた。八戸工大一高では3年時にダブルエースの一人となり、春季東北大会ではベスト8に進出。3年夏の県大会では準々決勝で先発し、同点の9回二死で2ストライクまで追い込んだ状況から決勝適時打を打たれて光星学院に敗れた。
2003年に青森大学へ進学し、時にはブルペンで400球以上投げ込むなどの練習を積み精神面も鍛えられた。野球部（北東北大学野球連盟加盟）では2年春のリーグ戦からベンチ入りして同年秋に初勝利を挙げている。4年生になると最速140km/h台後半の速球や5種類の変化球を武器にエースとなり、春季リーグ戦では八戸工業大学を相手にリーグタイ記録となる17奪三振を挙げるなどの活躍で6季ぶりのリーグ優勝に貢献し、MVPを受賞した。同年は春秋の両リーグ戦でベストナインを獲得し、準優勝した6月の東北地区選手権では敢闘賞に選ばれ、大学選手権では初戦で先発したが敗退。大学では通算13勝を挙げた。
大学卒業後はJR東日本へ入社し、JR東日本東北野球部に所属。1年目の2007年は日本選手権の準々決勝で先発を任されて勝利投手になり、大会優秀選手に選ばれている。2008年はTDKの補強選手として都市対抗に出場し、初戦で2回途中からロングリリーフしてチームは敗れたものの好投を見せている。先輩の攝津正がプロ入りした2009年以降はチームのエースとなり、チームも3年ぶりに都市対抗に出場した。
2010年の日本選手権の東北予選では七十七銀行の小林敦と延長17回を投げ合い、お互いに完投して0対0で引き分け再試合となった。この試合で215球を投げたが、さらに翌日の再試合でもリリーフ登板してチームを日本選手権出場に導いている。2011年は東日本大震災の後およそ2か月は社業に専念し、その後は代行バスの案内業務の合間などに練習を続けた。同年の第82回都市対抗野球大会では、プロ野球ドラフト会議直前に行われた1回戦の対三菱重工横浜戦（10月24日）で史上2人目となる完全試合を達成しドラフト候補に急浮上した。
2011年のプロ野球ドラフト会議で北海道日本ハムファイターズより5位指名を受け、入団した。背番号は47。

### 日本ハム時代
2012年
オープン戦では、7試合に登板して無失点。この好成績で開幕一軍の座をつかむと、4月3日のオリックス・バファローズ1回戦（札幌ドーム）でプロ初登板を果たした。テンポの良い投球で次第に使われる場面が増え、4月・5月は防御率0点台と大活躍。その後8月中旬までは安定感ある投球で46試合の登板で防御率1.91と好調だったが、夏場に入ると疲れからか打ち込まれることが増え、最終的には防御率4点台で終了した。それでも宮西尚生・増井浩俊に次ぐチーム3位タイの56試合に登板し、中継ぎ陣の一角として3年ぶりのリーグ1位突破・日本シリーズ進出に大きく貢献した。なお、9月17日のオリックス戦（札幌ドーム）ではプロ初先発も経験。2012年の日本シリーズでは、第1戦と第5戦に救援で登板し、第5戦で長野久義に対して報復とも取れる死球を与え球場は一時騒然となった。
2013年
先発投手への本格転向を視野に、春季キャンプから調整。チームの事情で2年連続の開幕一軍こそならなかったものの、4月6日にシーズン初の一軍登録を果たした。しかし、一軍の公式戦では先発の機会を得られず、中継ぎで5試合の登板に終わった。
2014年
春季キャンプ前の1月に、JR東日本東北時代の先輩投手・攝津正（福岡ソフトバンクホークス）との合同自主トレーニングを敢行。春季キャンプからオープン戦の終盤まで一軍に帯同していたが、シーズン最初の一軍登録は4月19日にまで持ち越された。登録後は、公式戦4試合に救援で登板するとともに、無失点を続けていた。しかし、5月10日のオリックス戦（ほっともっとフィールド神戸）で6回裏の途中から登板したところ、エステバン・ヘルマンとの対戦中に右肘の違和感を訴えて緊急降板。降板後の精密検査で右肘内側側副靱帯の機能不全が判明したため、5月28日に患部の再建手術（トミー・ジョン手術）を受けた。
2015年
前年に手術した右肘のリハビリを経て、イースタン・リーグ公式戦17試合の登板で防御率0.55を記録したため、7月31日に約1年2か月ぶりの出場選手登録。しかし、一軍公式戦で2試合の登板に留まった末に、10月23日に球団から戦力外通告を受けた。

### 日本ハム退団後
2015年11月10日には、12球団合同トライアウト（草薙球場）に参加。対戦した打者3人のうち、先頭打者・林﨑遼から空振りで三振を奪ったが、残り2人から二塁打を含む2安打を打たれた。
12月18日に現役引退を表明。2016年から埼玉西武ライオンズの打撃投手へ就任することが、球団から発表された。この年の背番号は03。2017年からはスコアラーに転身し、背番号はなくなった。2022年から再度打撃投手も兼任するようになり、翌2023年から背番号02。
2025年からは一軍スコアラーに配置転換。

## プレースタイル・人物
攝津正を参考にしたリリースポイントが前方にある投球フォームで投げ、コントロールには定評がある。カーブやスライダー、チェンジアップなどの変化球で追い込み、平均球速約137km/h、最速146km/hの速球でストライクを取る投球が持ち味とされる。
ドラフト指名後の夜に5年半交際した女性にプロポーズし、2012年1月6日に結婚した。
出生から大学卒業までの22年間を青森県内で過ごしたからか、標準語を喋る際にも津軽弁が出る。
ファンからはテンポよく投げ込む様子が同姓の将棋棋士で永世名人の森内俊之に例えられ、「（森内）名人」と呼ばれている。
夫婦で安室奈美恵のファンであり、選手登場曲は安室奈美恵のFight Togetherであった。

## 詳細情報

### 年度別投手成績
| 年 度     | 球 団     | 登 板 | 先 発 | 完 投 | 完 封 | 無 四 球 | 勝 利 | 敗 戦 | セ 丨 ブ | ホ 丨 ル ド | 勝 率 | 打 者 | 投 球 回 | 被 安 打 | 被 本 塁 打 | 与 四 球 | 敬 遠 | 与 死 球 | 奪 三 振 | 暴 投 | ボ 丨 ク | 失 点 | 自 責 点 | 防 御 率 | W H I P |
| --------- | --------- | ----- | ----- | ----- | ----- | -------- | ----- | ----- | -------- | ----------- | ----- | ----- | -------- | -------- | ----------- | -------- | ----- | -------- | -------- | ----- | -------- | ----- | -------- | -------- | ------- |
| 2012      | 日本ハム  | 56    | 1     | 0     | 0     | 0        | 0     | 1     | 0        | 16          | .000  | 247   | 60.2     | 49       | 6           | 24       | 1     | 0        | 37       | 1     | 0        | 27    | 27       | 4.01     | 1.20    |
| 2013      | 日本ハム  | 5     | 0     | 0     | 0     | 0        | 0     | 0     | 0        | 0           | ----  | 47    | 9.0      | 13       | 3           | 6        | 0     | 0        | 6        | 0     | 0        | 9     | 7        | 7.00     | 2.11    |
| 2014      | 日本ハム  | 5     | 0     | 0     | 0     | 0        | 0     | 0     | 0        | 0           | ----  | 20    | 4.1      | 3        | 0           | 3        | 0     | 1        | 2        | 0     | 0        | 0     | 0        | 0.00     | 1.38    |
| 2015      | 日本ハム  | 2     | 0     | 0     | 0     | 0        | 0     | 0     | 0        | 0           | ----  | 8     | 2.0      | 2        | 0           | 0        | 0     | 0        | 2        | 0     | 0        | 0     | 0        | 0.00     | 1.00    |
| 通算：4年 | 通算：4年 | 68    | 1     | 0     | 0     | 0        | 0     | 1     | 0        | 16          | .000  | 322   | 76.0     | 67       | 9           | 33       | 1     | 1        | 47       | 1     | 0        | 36    | 34       | 4.03     | 1.32    |

### 記録
- 初登板：2012年4月3日、対オリックス・バファローズ1回戦（札幌ドーム）、9回表に6番手で救援登板・完了、1回無失点
- 初奪三振：2012年4月4日、対オリックス・バファローズ2回戦（札幌ドーム）、6回表に坂口智隆から空振り三振
- 初ホールド：2012年5月16日、対阪神タイガース1回戦（阪神甲子園球場）、7回裏に2番手で救援登板、1回無失点
- 初先発登板：2012年9月17日、対オリックス・バファローズ22回戦（札幌ドーム）、3回5被安打2失点

### 背番号
- 47（2012年 - 2015年）
- 03（2016年）
- 02（2023年 - 2024年）